# Chaetophora perrinii
Chaetophora perrinii là một loài Rêu trong họ Hookeriaceae. Loài này được (Spreng.) Brid. mô tả khoa học đầu tiên năm 1827.